# Progreso (Uruguay)
Progreso es una ciudad de Uruguay, del departamento de Canelones. Es además sede del municipio homónimo.

## Geografía
La ciudad se ubica al sur del departamento de Canelones, al norte de la ciudad de Las Piedras, sobre el antiguo trazado de la ruta 5 en su km 29, y al este del nuevo trazado de dicha ruta. La ciudad forma parte del Área Metropolitana de Montevideo.

## Historia
Originalmente, el paraje donde ahora se encuentra la localidad de Progreso, recibió el nombre de Puntas del Canelón Chico, o Puntas del Gigante a raíz de hallazgos arqueológicos que dieron notoriedad a la zona.
El 15 de noviembre de 1871 llegó el ferrocarril y la estación recibió la denominación que se haría extensiva a la población: Progreso. En esos primeros tiempos habitaban esas tierras mayoritariamente inmigrantes canarios y otro tanto de ingleses que se quedaron a vivir luego de la llegada del tren y de la instalación de la estación. Entre ellos, habitaban este paraje un campesino llamado Ángel Fierro y Pepe Sagaste, un comerciante que tenía una posta. Luego llegaron algunas familias inglesas, empleadas en el ferrocarril. A causa de esto el camino arbolado que llegaba hasta la estación fue conocido como la Avenida de los Ingleses, hoy día se pueden apreciar aún, construcciones de esa época en este barrio que es denominado, villa de los ingleses.
El trazado de la vía de ferrocarril y la carretera nacional (ruta 5), marginaron una franja que se fue loteando con el tiempo y llevó a un aumento de la población que fue lento hasta el año 1935, pero que se aceleró posteriormente, sobre todo por el avance del área metropolitana de Montevideo sobre esta zona.
Progreso es conocida como «La capital granjera del Uruguay», a fines de la década de 1970 y principio de los 80's, se realizaron los «Festivales de la Granja», celebrados al inicio de la mayoría de las zafras frutales. Estos festivales exponían la producción granjera, las tecnologías para el trabajo rural, había zonas de juegos, y espectáculos, logrando la participación de miles de personas.
En 1923 se funda en único club actual de progreso, el Club Atlético Progreso de Canelones

## Población
Según el censo del año 2011 la ciudad cuenta con una población de 16 244 habitantes.
| 7 010         | 9 612 | 11 244 | 14 471 | 15 775 | 16 244 |
| (Fuente: INE) |       |        |        |        |        |

## Economía
Progreso es un centro comercial e industrial de una zona agrícola, donde se destacan la granja, la vitivinicultura, las bodegas, aceiteras, tambos y cabañas. Estas actividades forman parte de las fuentes laborales de los habitantes, sin embargo muchos trabajan en Montevideo o Las Piedras.
En la zona también se encuentran radicadas algunas industrias como Cahors dedicada a la producción de cajas, envolventes y accesorios para la distribución de electricidad, agua, gas y telecomunicaciones. El Aserradero y Fábrica de envases Ruta 5 y Poxipol, fábrica de adhesivos.

## Servicios

### Educación
En Progreso existen múltiples instituciones educativas dependientes de la Iglesia católica: el Colegio Los Santos Ángeles; el CAIF San José, ambos a cargo de la comunidad de las Hermanas de la Sagrada Familia de Castelletto; el Liceo Sagrada Familia de Urgel (también Llamada Las Camelias) y la Escuela Familiar Agraria (EFA) Los Nogales, ambos originalmente dependientes de las Hermanas de la Sagrada Familia de Urgel, las cuales actualmente han dejado Progreso y encomendaron la atención del Liceo al Opus Dei que en 2018 fusionó ambos institutos en Secundario Integral del Sur o SIS.
También está instalado en la localidad, el Instituto Adventista del Uruguay con uno de los mayores complejos educativos del país.
El Colegio primario Andares junto a su jardín de Infantes asociado Torutuga Clementina cerraron en febrero de 2023 siendo adquiridos por UTU y el edificio del Colegio siendo convertido en el Anexo Progreso de la UTU de Vista Linda inaugurado el 27 de abril de 2023.y el novel Jardín Tom y Jerry y Colegio Crecer, son alternativas privadas de educación inicial y Primaria.
London Progreso Institute, con más de 25 años en la ciudad, es la principal opción particular para aprender idioma inglés existiendo también alternativas como el LIFE Institute Progreso o Your English Progreso.
En lo que respecta al ámbito público, la ciudad cuenta con unas 10 escuelas en la zona y dos liceos públicos, el liceo N° 1 - Gilberto Iglesias y el n.º 2 inaugurado en el 2018 (la ceremonia oficial fue jueves 5 de septiembre de 2019 aunque ya se dicataban clases desde marzo de 2018), además del Anexo Progreso de UTU antes mencionado, inaugurado en 2023.
En cuanto a educación terciaria, sobre el camino Folle, se encuentra una dependencia de la Facultad de Agronomía del Uruguay.
Por otro lado, en lo que se refiere a educación musical, se encuentra la Escuela de Música Progreso desde 2017, donde se dictan cursos a niños, jóvenes y adultos de teoría musical, solfeo, piano, órgano, guitarra, violín, bajo y ukelele

### Infraestructura
Progreso cuenta con servicio Eléctricos e Hídricos provistos por las empresas Estatales UTE y OSE respectivamente; la primera era representada por una oficina ubicada en Av.Artigas sin embargo tras años de deterioro fue clausurada en agosto de 2013 siendo transferida al municipio local que la reformó en el Centro Cultural José "Nene" Pérez mientras que UTE reubico su oficina a un espacio en la sucursal local del Correo Uruguayo también en Av. Artigas contando con asistencia presencial hasta 2021 donde se transicionó al método de asistencia por Totém de videollamada, La oficina de OSE estaba ubicada en la esquina de Av. Artigas y Durazno cerrando el 1.º de septiembre siendo transferida a una nueva construcción al pie del tanque de agua de San José y Lavalleja inaugurada el martes 8 de diciembre de 2020
En materia de Telecomunicaciones Progreso cuenta con servicio de telefonía fija e internet de fibra óptica por parte de la estatal Antel ubicado en la esquina de Av.Brasil y Senador Paz Aguirre (popularmente llamada "Calle del Medio") contando con atención en servicios y comercial en estos servicios además del de telefonía e internet Movil (donde compite con las extranjeras Claro y Movistar), área en que Progreso cuenta con múltiples antenas celulares en sus inmediaciones incluyendo una en la oficina de Antel; También se encuentra un campo de antenas propiedad de Radiogrupo Sur.
Progreso cuenta con una estación de servicio de  Ancap, la empresa estatal encargada de los combustibles, esta se encuentra ubicada en la esquina de Av. Artigas y Colonia poseyendo 2 Bombas de Gasolina (coloquialmente llamada Nafta) de tanto el tipo Super 95 de 95 Octanos y la Prémium 97 de 97 Octanos(bombas mixtas con un surtidor de cada tip además de una Bomba de Gasoil con dos surtidores, anteriormente contaba con Bomba de Queroseno (referido como Kerosén) sin embargo fue retirada y ahora solo se puede encontrar envasado; El Butano se distribuye solo Envasado el Garrafas ya que Progreso no cuenta con infraestructura para la distribución del Gas Natural o Butano siendo este vendido por Ancap y las privadas Acodike (ubicada en Av. Artigas y Canelones en el Supermercado Luan), Supergas Megal (ubicada en Durazno entre Av. Artigas y Rocha, en un local anteriormente usado por Acodike) y Riogas (ubicado en el barrio Villa Alegría, en la calle Los Álamos) contando todas con servicio de reparto.

### Transporte
Progreso cuenta con acceso a las Rutas Nacionales 5, 32 y 68 a través de diversas avenidas conectando así a la población con el resto del país con facilidad. En materia de transporte público, las empresas Compañía de Ómnibus de Pando S.A (COPSA), Compañía Interdepartamental de Transportes Automotores S.A (CITA S.A.) y Compañía de Ómnibus del Este (Codeleste) son las principales compañías que proveen servicios de transporte público a Progreso y alrededores.
En el pasado, Progreso contaba con servicio ferroviario de pasajeros de la empresa estatal AFE. Era el origen y destino de la mayoría de los trenes que salían de y hacia la nueva terminal de pasajeros por el ramal central y parada intermedia de los servicios que unían la nueva terminal con 25 de agosto. El servicio se suspendió por el desmantelamiento del ramal para la obra del nuevo Ferrocarril Central. Progreso históricamente era un punto de carga para trenes de ganado, sin embargo, el crecimiento de la urbanización redujo la ciudad a solo otra estación más en el recorrido de los trenes de carga.

### Gobierno
El Municipio local tiene su sede en la esquina suroeste de Av. Brasil y Av. Artigas, donde posee oficinas administrativas y una biblioteca pública. Cuenta también con la Seccional Departamental N° 19 del Departamento de Canelones, que cuenta con un Juzgado especializado en Violencia de Género de la Seccional N°4 de Las Piedras.

### Salud
La ciudad de Progreso cuenta con policlínicas de ASSE, Médica Uruguaya y Crami. Hasta agosto de 2023, el Grupo SVA proveía servicios de emergencia, pero tras su cierre la ciudad ya no cuenta con servicios de emergencia.Por lo tanto, los grupos de emergencias deben asistir desde Las Piedras o Canelones. 

## Atractivos y lugares de interés
En Progreso se encuentra el Monasterio Santa María de la Visitación de la Orden de la Visitación de Santa María (Salesas).
En la principal avenida de la ciudad, en la intersección con la Av. Wilson Ferreira Aldunate, se encuentra el "Monumento al granjero", obra de Ovidio Mundin, tiene la particularidad de estar enteramente construido en cadenas industriales.